# Helmina von Chézy
Helmína von Chézy, také Helmine von Chezy, narozená von Klencke, původním jménem Wilhelmine Christiane de Chézy (26. ledna 1783 Berlín – 28. ledna 1856 Ženeva) byla německá žurnalistka, básnířka a libretistka.

## Život
Helmína von Chézy se narodila jako dcera německé básnířky Karolíny Lousy von Klenke a pruského důstojníka Karla Friedricha von Klenke. Její babičkou z matčiny strany byla básnířka Anna Louisa Karschová. Krátce po narození Helmíny se její rodiče rozvedli, Helmína zůstala v péči své matky a částečně své babičky.Babička se ji snažila připravit na budoucí život jako matka, to ovšem Helmína odmítala a už ve svém mládí se stavěla proti předurčené genderové roli.
V roce 1797 ve svých čtrnácti letech vydala své první dílo jako spisovatelka. O dva roky později se provdala za Gustava von Hastfera. Toto manželství však o rok později skončilo rozvodem.
Po smrti své matky v roce 1801 odešla Helmína do Paříže, kde pracovala jako korespondentka pro různé německé noviny. V letech 1803–1807 vydávala vlastní časopis pod názvem Francouzská rozmanitost, kde se často kriticky vyjadřovala k politickému dění, proto měla často problémy s cenzurou.
Díky přátelství s Dorotheou a Fridrichem Schlegelovými poznala orientalistu Antoine-Leonarda de Chézy, za něhož se v roce 1805 provdala. S ním měla dva syny, pozdějšího spisovatele Wilhelma Theodora von Chézy a pozdějšího malíře Maxe von Chézy. Kolem roku 1811 se jí kvůli krátkým milostným aférám s Adelbertem von Chamisso a Josefem von Hammer-Purgstall narodil syn Leopold, který krátce po narození zemřel. S oběma muži zůstala Helmína celý život v kontaktu.
Její manželství s A. L. de Chézy skončilo v roce 1810 rozvodem, následně se Helmína přestěhovala zpět do Německa, kde žila střídavě v Heidelbergu, Frankfurtu nad Mohanem, Aschaffenburgu a Amorbachu. Od roku 1812 bydlela v Darmstadtu.
Během válek v letech 1813–1815 a po nich pracovala v lazaretech v Kolíně a Namuru. V roce 1816 otevřeně kritizovala místní poměry, což ji přivedlo před soudní komisi s obviněním z hanobení. Tehdejší předseda komise E.T.A. Hoffmann ji tohoto obvinění zprostil.
Od roku 1817 žila Helmína v Drážďanech, kde se stala součástí Drážďanského literárního kruhu a napsala své libretto pro C. M. von Webera Velká hrdinsko-romantická opera Euryanthe a další literární práce.
V roce 1823 se Helmína přestěhovala do Vídně a angažovala se v sociálních kruzích. Později se od ní oddělili její synové a studovali v Paříži a Mnichově.
Roku 1832 zemřel její manžel von Chézy, s čímž přišla finanční nejistota. Nakonec se jí povedlo získat nízký pařížský vdovský důchod. V roce 1846 zemřel její syn Max. Po jeho smrti přišla Helmína o svou sílu tvořit a psát. V následujících létech se snažila vrátit do redakce novin Morgenblatt, kde ale už léta úspěšně působil její syn. Dalších šest let neustále měnila místa svého pobytu, jejichž sled dosud není úplně jasný.
V roce 1852 se přestěhovala do Ženevy, kde doufala v pomoc lékařů, jelikož postupně ztrácela zrak. To se ovšem nesplnilo a Helmína na zbytek života oslepla. V následujících letech diktovala pravnučce Bertě Borngräberové své paměti, které byly později v Berlíně vydány. V lednu roku 1856 zemřela ve věku 73 let v Ženevě.

## Dílo
- Euryanta, Leipzig 1804. Libretto
- Život a romantické básně dcery Karschin (1805)
- Život a umění v Příži za Napoleona I., Weimar 1805, 1807 (2 svazky)
- Vzpomínky z mého života, do roku 1811, Online
- Básně vnučky Karschin, (2 svazky, Aschaffenburg 1812)
- Květiny ověnčené vavříny zachránců Německa, na památku deklamace (1813)
- Stříbrný zvonek v dopise. Hra na motivy Calderónovy Uranie (1815)
- Nové vybané spisy vnučky Karschin, Heidelberg, 1817, 2 svazky.
- Emminy zkoušky, vypravování, Heidelberg 1817.
- Emma a Eginhard. (tisk 1817)
- Staré skotské romance, 1818
- Aurikeln, Dar květin z německých rukou. S vlastní biografií, 1818
- Iduna. Spisy německé ženy určené ženám, 2 svazky, 1820
- Tři bílé růže, v Uranii 1821
- Vyprávění a novely, Lipsko, 1822, 2 svazky
- Euryanta, velká romantická opera, 1824

- Esslair ve Vídni, 1824
- Tóny srdce na poutnických cestách, vyprávění, 1833
- Nezapomenuté. Paměti ze života H. v. C. Vyprávěno jí samotnou, Lipsko 1858, 2 svazky, online